# Атанагільд
Атанагільд (*Aþanagilds; близько 517–567) — король вестготів у 554-567 роках.

## Життєпис

### Боротьба за владу
Походив зі знатного вестготського роду. Про батьків відсутні відомості. За невідомих обставин оженився на доньці короля Амаларіха. Ймовірно рід Атанагільда підтримував останнього у зміцненні влади на Піренейському півострові, де становище королівської влади було хитким.
У 551 році підняв повстання в Севільї проти короля Агіли I. Атанагільд висунув претензії на трон, ґрунтуючись на родинних зв'язках з династією Балтів (через свою дружину — доньку останнього династичного короля вестготів).
Спочатку Атанагільду вдалося завдати поразки суперникові, але згодом він зазнав низки невдач у битвах з королівськими військами. За цих обставин Атанагільд звернувся з проханням про допомогу до візантійського імператора Юстиніана I. Останній уклав з Атанагільдом договір, зміст якого достеменно невідомий. Візантійське військо під керівництвом Ліберія в 552 році зайняло південне узбережжя Іспанії. Потім протягом 553—554 років візантійці захопили Бетику (південно-західна частина Піренейського півострова). Це призвело до заколоту й загибелі короля Агіли I. Замість нього вестготська знать обрала королем Атанагільда.

### Королювання

Володіння Атанагільда (позначено червоним)

Із самого початку намагався позбавитися візантійського впливу та повернути королівству втрачені землі. Хоча йому і вдалося відбити Севілью, напад на Кордову зазнав невдачі. Щоб мати можливість спрямувати всі свої сили на вигнання візантійців, Атанагільд вдався до шлюбної політики, чим забезпечив собі мир з королівствами франків — Австразії та Нейстрії. Цим самим захистив свої володіння в Септиманії.
Водночас він сприяв релігійному миру, терпимо ставлячись до нікейського віросповідання. За панування Атанагільда посилився поступовий перехід вестготської аристократії з аріанства до католицтва. За деякими свідченнями він сам перед смертю прийняв нікейське сповідання.
Натепер точаться дискусії щодо меж території, зайнятої візантійцями в Іспанії. Частина дослідників вважає, що міста Кордова і Севілья з округами користувалися незалежністю від візантійців та вестготів. Проте, ця гіпотеза втрачає правдоподібність, якщо мати на увазі, що Севілью втратив Атанагільд. Немає відомостей для того, щоб вважати результатом самостійності цих міст повстання місцевого населення. Набагато більш правдоподібним, на думку більшості вчених, здається, що міста зайняли візантійські союзники Атанагільда.
Про захоплення великої частини внутрішньої Андалусії візантійцями свідчить ще один факт: на III Толедському соборі не були представлені єпископи Кордови, Есіха, Кабра, Мартоса, Ла-Гуардії і Гранади. Тоді як на цьому соборі був присутній майже весь вестготський єпископат, відсутність шести єпископів з досить невеликої області є особливо примітним. Вестготам тоді належала тільки Кордова, більшість інших міст, мабуть, була під владою візантійців. З упевненістю можна сказати, що візантійським було узбережжя від Картахени до Малаги, а, крім того, міста Медіна-Сідонія і Хігонса (на північ від Медіни-Сидонії).
Ймовірно, Кордова користувалася особливим статусом. Відомості від 560-х років свідчать, про те, що Атанагільду вдалося зберегти лише Севілью (остаточно приєднано під час кампаній 566—567 років), втративши зрештою Кордову. Утім щодо статусу останньої в цей період залишаються суперечності, оскільки Кордова напевне декілька разів міняла господаря.
Разом з боротьбою проти візантійців, королю доводилося протистояти Свевському королівству, володарі якого намагалися повернути свої втрачені землі. Також цього часу відбулося декілька повстань васконів на півночі Піренейського півострова.
У 567 році двір короля остаточно залишив Барселону, перебравшись до Толедо. З цього моменту це місто затвердилося як постійна столиця Вестготського королівства. Атанагільд помер 567 року власною смертю в палаці в Толетумі.

## Родина
Дружина — Госвінта (Госвінда), донька короля Амаларіха
Діти:
- Галсвінда або Галесвінта (540—568), дружина короля Хільперіка I
- Брунгільда або Брюнегота (543—613), дружина Сіґіберта I.